# St. Martin (Ringingen)

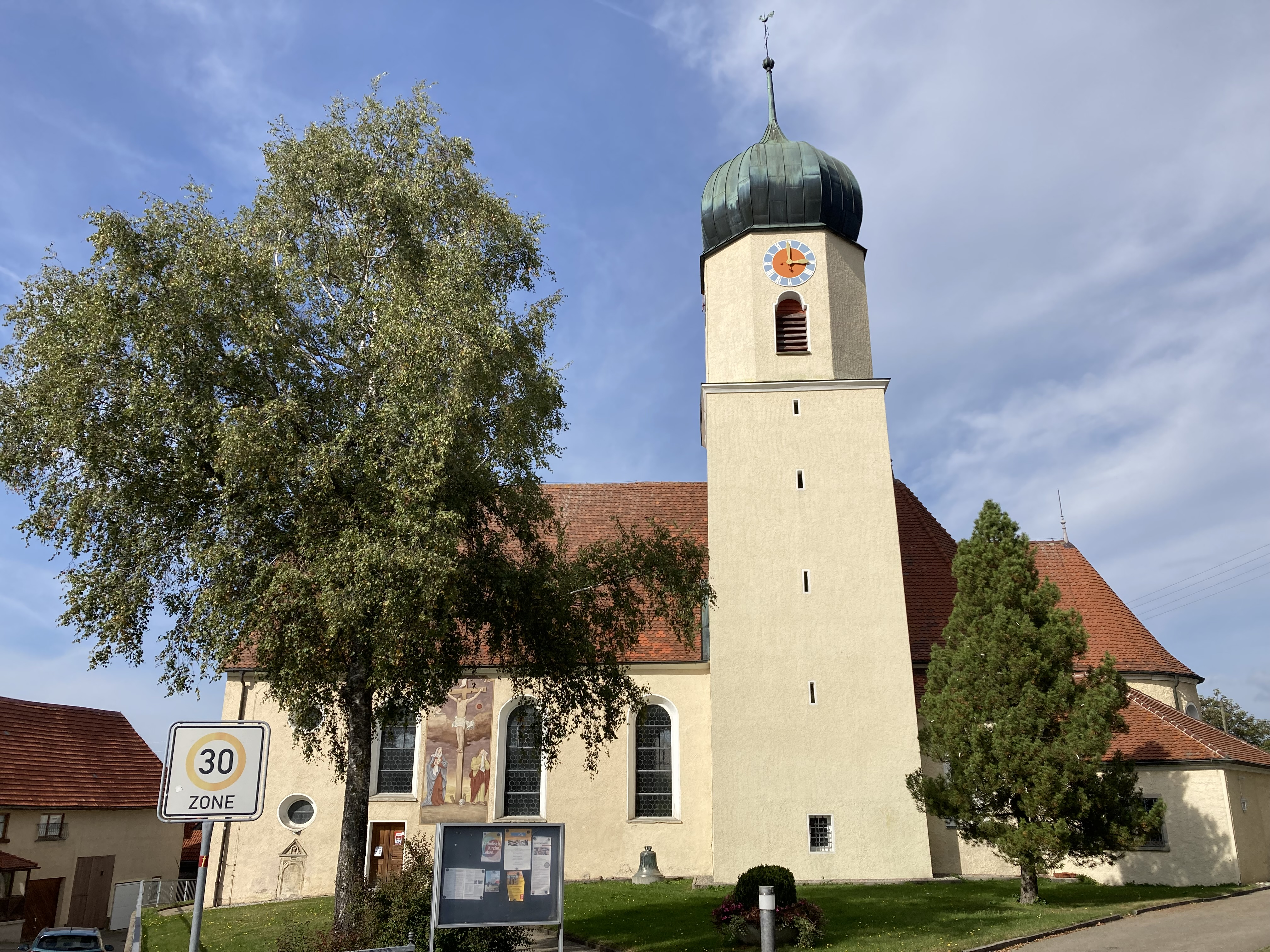
St. Martin in Ringingen

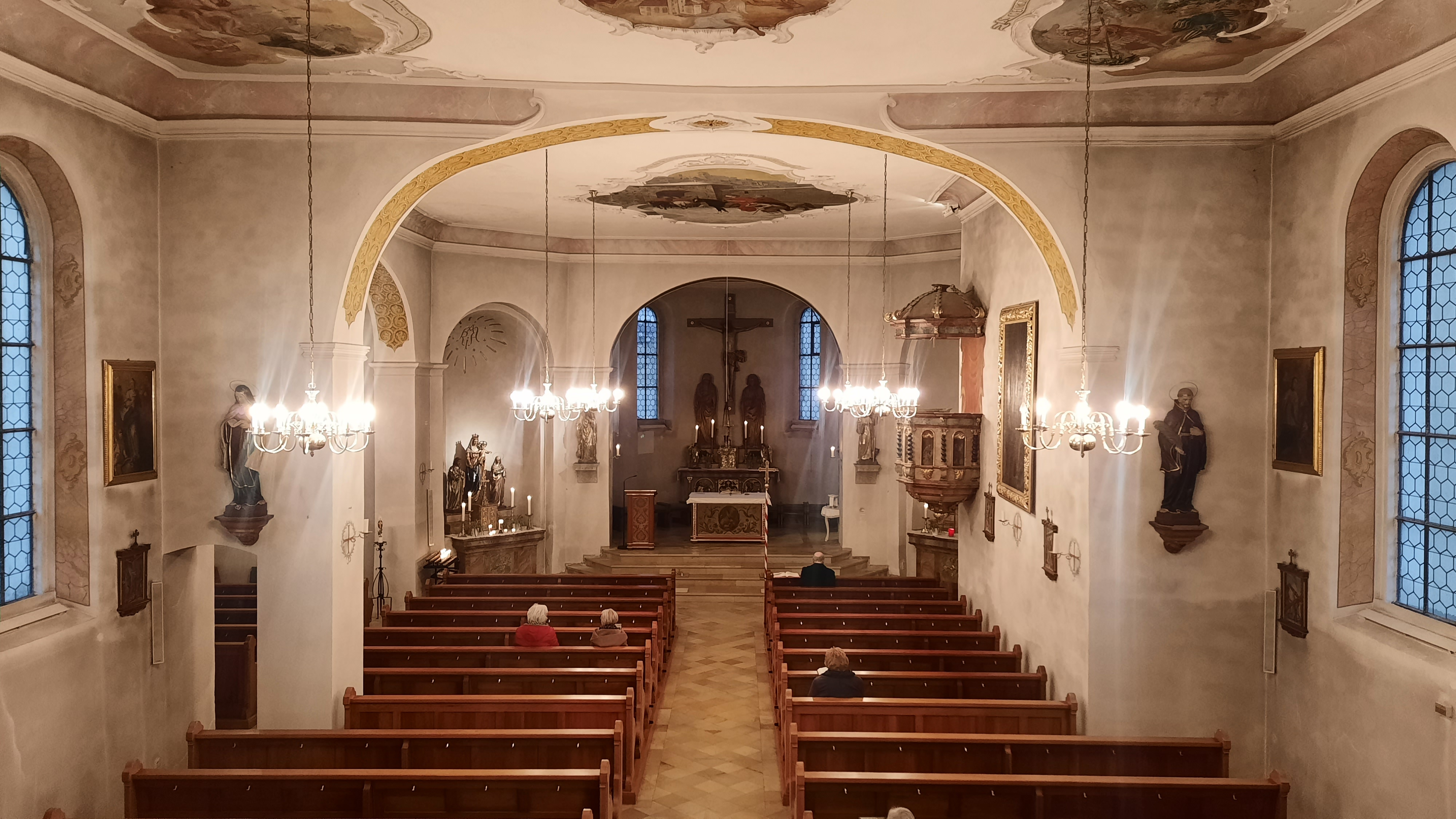
Innenansicht

Die römisch-katholische Pfarrkirche St. Martin steht in Ringingen, einem zur Kleinstadt Burladingen im Zollernalbkreis in Baden-Württemberg gehörenden Dorf. Die Pfarrei gehört zum Dekanat Zollern im Erzbistum Freiburg. Das Bauwerk ist beim Landesamt für Denkmalpflege Baden-Württemberg als Kulturdenkmal eingetragen.

## Beschreibung
Die Saalkirche wurde 1707–24 erbaut. Sie besteht aus dem Langhaus und den 1904 nach Abbruch des Chors hinzugefügten Ostteilen mit Querhaus, drei Apsiden sowie der Sakristei im Norden. Der im Kern ältere Kirchturm auf quadratischem Grundriss steht an der Südostecke des Langhauses. Sein oberstes achteckiges Geschoss enthält die Turmuhr und den Glockenstuhl mit sechs Kirchenglocken. Darauf sitzt eine Zwiebelhaube.
Auf der Deckenmalerei im Innenraum des Langhauses ist die Himmelfahrt Mariä dargestellt. Die Orgel wurde 1959 von Stehle Orgelbau errichtet. Sie hat einen Umfang von zehn Registern auf einem Manual und Pedal.